# Andrzej Gronau
Andrzej Karol Gronau (ur. 5 sierpnia 1931 w Warszawie, zm. 25 maja 2011 tamże) – polski operator filmowy.

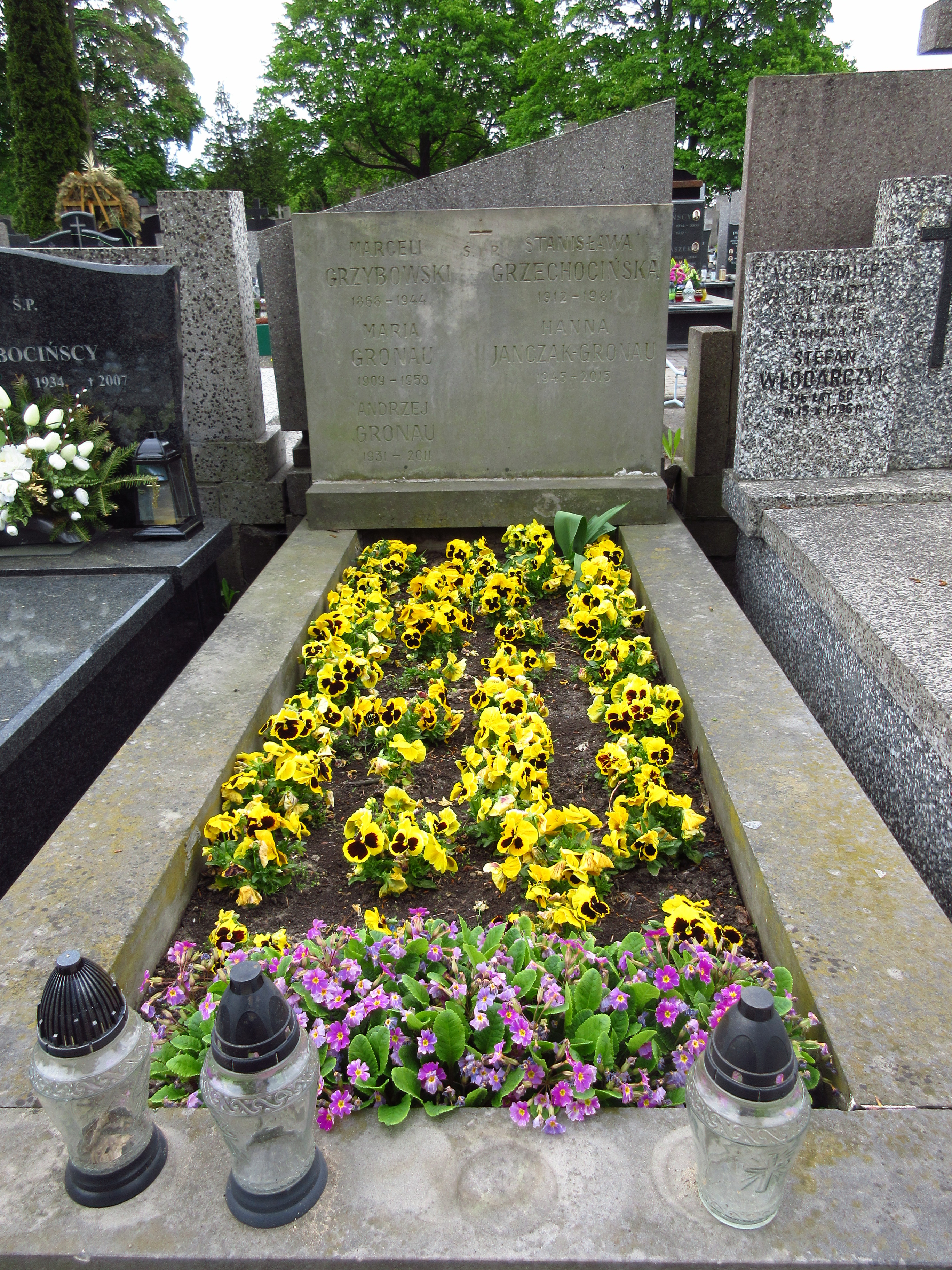
Grób Andrzeja Gronaua na Cmentarzu Bródnowskim.

Studiował na Wydziale Operatorskim łódzkiej Państwowej Wyższej Szkoły Filmowej, którą ukończył w 1955. Pierwszym filmem w karierze Andrzeja Gronaua był Kanał w reżyserii Andrzeja Wajdy. Ponadto pracował przy produkcjach telewizyjnych, m.in. Janosik. Pracę zawodową zakończył tworząc zdjęcia przyrodnicze do serialu Janka, który powstał w 1990 w reżyserii Janusza Łęskiego. Jego żoną była Grażyna Kociniak. Zmarł 25 maja 2011, a 1 czerwca został pochowany na cmentarzu Bródnowskim (kwatera 41I-2-20).

## Dorobek zawodowy
- 1990 – Janka
- 1988 – Kolory kochania
- 1986 – Mewy
- 1985 – Zaproszenie
- 1984 – Hania
- 1982 – Blisko, coraz bliżej
- 1980 – Panienki
- 1979 – Gwiazdy poranne
- 1978 – Wesela nie będzie
- 1977 – Rekolekcje
- 1977 – Milioner
- 1976 – Zaklęty dwór
- 1976 – Czerwone ciernie
- 1976 – Brunet wieczorową porą
- 1975 – Opadły liście z drzew
- 1975 – Doktor Judym
- 1974 – Nie ma róży bez ognia
- 1974 – Linia
- 1974 – Janosik
- 1973 – Janosik - serial TV
- 1972 – Podróż za jeden uśmiech
- 1971 – Złote koło
- 1971 – Wezwanie
- 1971 – Podróż za jeden uśmiech - serial TV
- 1971 – Perła w koronie
- 1969 – Przygody pana Michała
- 1969 – Pan Wołodyjowski
- 1967 – To jest Twój nowy syn
- 1967 – Ręce do góry
- 1967 – Pieczona gęś
- 1967 – Marsjanie
- 1967 – Mąż pod łóżkiem
- 1966 – Ściana Czarownic
- 1966 – Ktokolwiek wie...
- 1966 – Klub profesora Tutki
- 1965 – Wystrzał
- 1965 – Walkower
- 1965 – Błękitny pokój
- 1965 – Niekochana
- 1964 – „Awatar”, czyli zamiana dusz
- 1964 – Prawo i pięść
- 1964 – Nieznany
- 1963 – Pamiętnik pani Hanki
- 1962 – Spóźnieni przechodnie
- 1962 – Między brzegami
- 1961 – Nóż w wodzie
- 1960 – Zezowate szczęście
- 1959 – Lotna
- 1959 – Zamach
- 1958 – Ósmy dzień tygodnia
- 1957 – Prawdziwy koniec wielkiej wojny
- 1956 – Cień
- 1956 – Kanał